# یواس‌اس اس-۴۰ (اس‌اس-۱۴۵)
یواس‌اس اس-۴۰ (اس‌اس-۱۴۵) (به انگلیسی: USS S-40 (SS-145)) یک زیردریایی بود که طول آن ۲۱۹ فوت ۳ اینچ (۶۶٫۸۳ متر) بود. این زیردریایی در سال ۱۹۲۱ ساخته شد.